# Tha Dogg Pound Gangsta LP
Tha Dogg Pound Gangsta LP è il sesto album in studio del rapper Daz Dillinger, pubblicato nel 2005.

## Tracce
1. That's the Way We Ride (feat. Shorty B & DJ Easy Dicc)
2. Do You Think About (feat. Shelly)
3. Everybody Givin' It Up (feat. Shelly)
4. 'N Tha Yard (Interlude)
5. Nothin' Can Stop Us Now (feat. George Clinton)
6. Do U Know
7. The Funeral (Skit)
8. Fucc Dreamin' Tha Same Dream (feat. Andrea Gray)
9. My Mama Said
10. My Ambitionz Az a Ridah 2005
11. Hey, How Ya' Doin'
12. Come Close (feat. Nate Dogg)
13. Rocc Wit Daz
14. Bomb Azz Pussy 2005
15. Nigga Gotta Hustle It Up
16. Gittin' Buccwild
17. Git a Dose of Dis Hot Ish
18. Tha Dogg Pound Gangsta
19. Fuck Tha Police 2005